# Морозовичи (Гомельская область)
Морозовичи (бел. Марозавічы) — деревня в составе Морозовичского сельсовета Буда-Кошелёвского района Гомельской области Белоруссии. Административный центр Морозовичского сельсовета.

## География

### Расположение
В 5 км на юг от районного центра и железнодорожной станции Буда-Кошелёвская (на линии Жлобин — Гомель), 45 км от Гомеля.

### Гидрография
Река Уза (приток реки Сож).

## Транспортная сеть
Транспортные связи по просёлочной, затем автомобильной дороге Буда-Кошелёво — Гомель.
Планировка состоит из прямолинейной длинной широтной улицы, к западному концу которой присоединяется короткая меридиональноя улица. Застройка двусторонняя, деревянными домами усадебного типа. В 1987 году построены кирпичные дома на 50 квартир, в которых разместились переселенцы из загрязнённых радиацией мест после Чернобыльской катастрофы.

## История
По письменным источникам известна с XV века как деревня в Речицком повете Минского воеводства Великого княжества Литовского. Упоминается в 1503, 1526 — 27 годах в материалах о конфликтах между ВКЛ и Московским государством. В 1560 году 4 дыма, 1 служба, пу́стыня. В 1640-х годах по инвентарю Гомельского староства село, 4 дыма, 2 службы, 5 волов 3 коня, 2 пу́стыни. В 1752 году упоминается в актах Главного Литовского трибунала.
После 1-го раздела Речи Посполитой (1772 год) в составе Российской империи. С 1855 года действовали предприятие по производству сахара, винокурня и хлебозапасный магазин. По ревизским материалам 1859 года во владении помещика Г. В. Ляшкевича. В 1882 году имелось народное училище (в 1907 году 58 учеников). По переписи 1897 года находились: деревня (хлебозапасный магазин) и фольварк. В 1909 году 880 десятин земли, школа, мельница, в Чеботовичской волости Гомельского уезда Могилёвской губернии.
В 1925 году в Буда-Кошелевском районе Бобруйского округа. В 1930 году организован колхоз. На фронтах Великой Отечественной войны погибли 118 жителей деревни. С 16 июля 1954 года центр Морозовичского сельсовета. В 1959 году центр совхоза «Морозовичи». Базовая школа, Дом культуры, библиотека, фельдшерско-акушерский пункт, детский сад, отделение связи, магазин.
В состав Морозовичского сельсовета до 1976 года входили ныне не существующие посёлки Осов и Галенки.

## Население

### Численность
- 2019 год — 172 хозяйства, 573 жителя

### Динамика
- 1886 год — 79 дворов, 514 жителей.
- 1897 год — 124 двора, 734 жителя; фольварк — 3 двора, 11 жителей (согласно переписи).
- 1909 год — 153 двора, 1059 жителей.
- 1925 год — 275 дворов.
- 1959 год — 423 жителя (согласно переписи).
- 2004 год — 135 хозяйств, 389 жителей.
- 2019 год — 172 хозяйства, 573 жителя

## Известные уроженцы
В селе родился Герой Российской Федерации Леонид Саплицкий.